# أوليسراديو
أوليسراديو (بالفنلندية Yleisradio) يشار إليها باختصار "Yle" هيئة الإذاعة الفنلندية ، تأسست في 1926. أوليسراديو مؤسسة مملوكة للدولة تشبه في خصائصها حد كبير نظيرتها البريطانية بي بي سي. يشتغل بها حوالي 3.200 موظف في فنلندا.

## معرض صور

## روابط خارجية
- أوليسراديو على موقع IMDb (الإنجليزية)
- أوليسراديو على موقع الموسوعة البريطانية (الإنجليزية)